# Wem
Wem is een plaats en civil parish in het bestuurlijke gebied Shropshire, in het Engelse graafschap Shropshire met 5.142 inwoners.

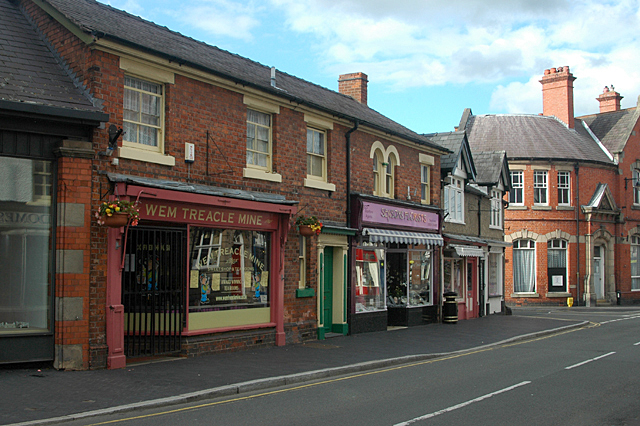
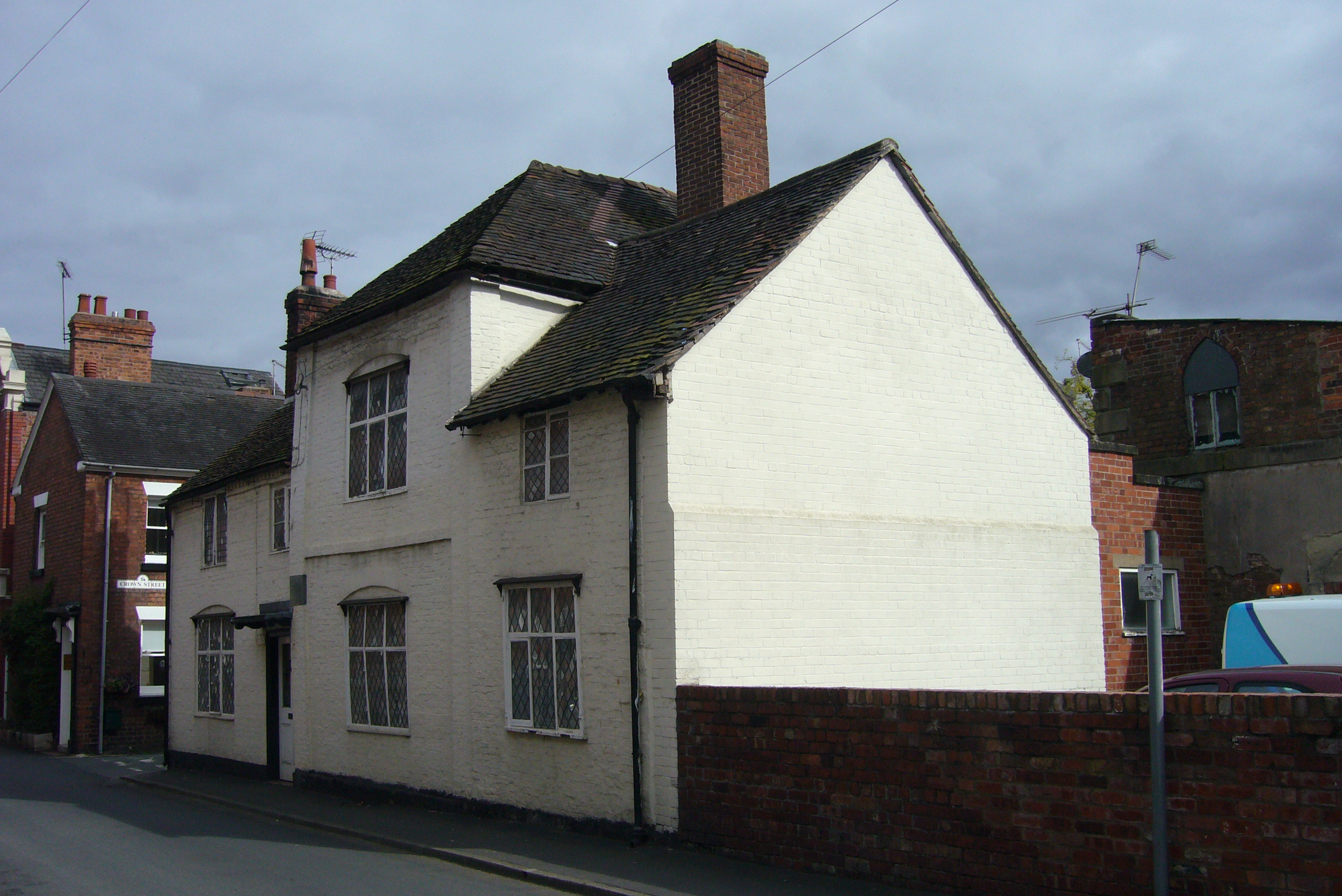
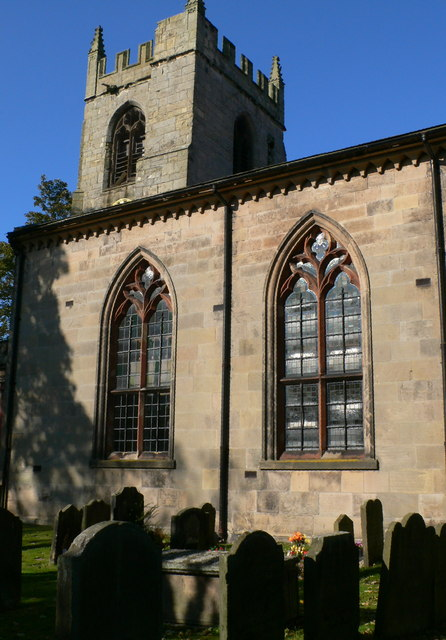
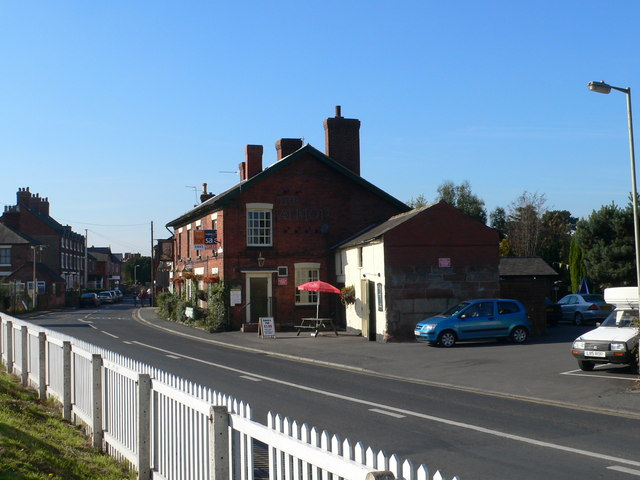